# 10243 Hohe Meissner
A 10243 Hohe Meissner (ideiglenes jelöléssel 3553 P-L) a Naprendszer kisbolygóövében található aszteroida. Cornelis Johannes van Houten,  Ingrid van Houten-Groeneveld és Tom Gehrels fedezte fel 1960. október 22-én.